# Cầu Sông Đáy
Cầu Sông Đáy nằm trên Đường cao tốc Ninh Bình – Hải Phòng, bắc qua sông Đáy, nối tỉnh Nam Định với tỉnh Ninh Bình. Đầu cầu phía bắc thuộc 3 xã Nghĩa Châu, Nghĩa Trung, Nghĩa Thái (Nghĩa Hưng, Nam Định), đầu cầu phía nam thuộc xã Khánh Cường, Khánh Trung (Yên Khánh, Ninh Bình). Theo thứ tự từ thượng nguồn sông Đáy xuống cửa biển, các cầu nối Ninh Bình và Nam Định đã có đến năm 2025 lần lượt là: cầu Bến Mới, cầu Non Nước, cầu Ninh Bình, cầu Nam Bình, cầu Sông Đáy, cầu Cồn Thoi. Ngày 31 tháng 12 năm 2014, cầu Nam Bình chính thức được hợp long đơn nguyên 1 và thông xe nối liền hai đầu.

## Thông số
Cầu Sông Đáy có tổng chiều dài tuyến 2 km, phần cầu vượt sông có chiều dài 1,36 km, mặt cắt ngang là 19,5 m. Phần đường dẫn có chiều dài khoảng 0,64 km, bề rộng nền đường 19 m. Quy mô gồm 4 làn xe, vận tốc thiết kế 100 km/giờ.

## Quá trình xây dựng
Cầu Sông Đáy được khởi công xây dựng ngày 29.9.2023 với tổng mức đầu tư xây dựng cầu vượt sông Đáy gần 1.500 tỉ đồng. Tỉnh Nam Định là chủ đầu tư, Công ty CP Tập đoàn Đạt Phương là nhà thầu thi công, dự kiến hoàn thành công trình trong tháng 12.2024. Đến tháng 4/2025, cầu Sông Đáy đã thi công cơ bản hoàn thành nhưng vẫn "nằm chờ" cao tốc Ninh Bình - Hải Phòng chưa được xây dựng xong.
Trước thời điểm xây dựng cầu, trên địa bàn huyện Yên Khánh có nhiều bến đò đang hoạt động như đò Mười (xã Khánh Thành), đò Bà Quăn (xã Khánh Cường), đò Xanh (xã Khánh Thiện), đò Khánh Tiên… Chỉ tính riêng tại bến đò Tam Tòa, xã Khánh Trung, trung bình mỗi ngày có hàng nghìn lượt người và phương tiện lưu thông. Chủ yếu là công nhân các xã của huyện Nghĩa Hưng sang các công ty trên địa bàn huyện Yên Khánh làm việc và ngược lại.